# Цуркан, Елена Мифодьевна
Елена Мифодьевна Цуркан (Цуркану; род. 11 июня 1975, Суворово) — молдавская футболистка, полузащитник. Провела футбольную карьеру в клубах чемпионата России. Выступала за сборную Молдавии. Лучшая футболистка Молдавии (2005). Мастер спорта России (1993).

## Клубная карьера
В 1992 году выступала за московский «Интеррос». Вместе с командой сделала «золотой дубль», выиграв первый в истории чемпионат и Кубок России. После этого клуб по финансовым причинам прекратил существование. В итоге Цуркан стала футболисткой «Руси», ставшей серебряным призёром чемпионата 1993 года.
С 1994 по 1995 год являлась игроком столичного СиМ. Включалась в список 33 лучших футболисток по итогам 1994 года. Затем, в течение трёх сезонов выступала за «Калужанку». Дважды включалась в список 33 лучших футболисток по итогам сезона.
В 1998 году перешла в стан клуба «Рязань-ТНК». Вместе с командой становилась обладателем Кубка России (1998), а также завоёвывала серебро (2000) и бронзу (2003) национального чемпионата.
Сезон 2003 года провела в стане воронежской «Энергии», выиграв чемпионат и дойдя до финала Кубка России. С 2004 по 2005 год являлась игроком ногинской «Надежды». В сезоне 2005 года становилась бронзовым призёром российского чемпионата, а в сезоне 2004 года включалась в список 33 лучших футболисток. Кроме того, в 2005 году была признана лучшей футболисткой Молдавии.
С 2006 по 2007 год вновь являлась игроком «Рязань-ВДВ». В 2008 году выступала за «СКА-Ростов-на-Дону», ставший бронзовым призёром российского первенства. По итогам сезона включалась в список 33 лучших футболисток. Несмотря на второе место в чемпионате клуб был расформирован. После этого Цуркан переехала в Молдавию, где выступала в местном чемпионате.

## Карьера в сборной
В 1993 году вызывалась в стан сборной Молдавии. В 2001 году забила гол в ворота Югославии в рамках отборочного матча на чемпионат мира.

## Достижения
«Интеррос»
- Чемпион России: 1992
- Обладатель Кубка России: 1992

«Русь»
- Серебряный призёр чемпионата России: 1993

«Рязань-ТНК»
- Обладатель Кубка России: 1998
- Серебряный призёр чемпионата России: 2000
- Бронзовый призёр чемпионата России: 2003

«Энергия»
- Чемпион России: 2003
- Финалист Кубка России: 2003

«Надежда»
- Бронзовый призёр чемпионата России: 2005

«СКА-Ростов-на-Дону»
- Бронзовый призёр чемпионата России: 2008